# ماريا فرناندا ييبس
ماريا فرناندا ييبس هي ممثلة كولومبية ولدت في 23 ديسمبر 1980.